# Armando Morbelli
Armando Morbelli (fl. XIX-XX secolo) è stato un calciatore italiano di ruolo centrocampista. Era noto come Morbelli I per distinguerlo dal fratello Celso, noto come Morbelli II, anch'egli giocatore dell'US Milanese.

## Carriera
Fu dal 1905 al 1912 calciatore dell'US Milanese. Nella stagione d'esordio, la Prima Categoria 1905, che fu anche la prima disputata dal club bianconero meneghino, Morbelli con il suo club ottenne il terzo posto nel Girone Finale dietro Genoa ed ai campioni della Juventus.
Nella stagione 1908 Morbelli con i bianconeri ottenne il secondo posto nel Girone Finale, alle spalle dei campioni della Pro Vercelli. Identico piazzamento fu raggiunto anche la stagione seguente, sempre alle spalle dei vercellesi.